# Apache (zpěvák)
Apache (5. května 1982 Baruta, Venezuela), vlastním jménem Larry Rada, je venezuelský rapper zpívající ve španělštině. Jeho rapová kariéra začala v roce 2000, kdy byl součástí skupin Cuarto Poder. První cdéčko Sin Afirmar Mucho vydal v roce 2006, druhé Afinado v roce 2010.